# Infinity (história em quadrinhos)
Infinity (título no Brasil: Infinito) é uma história em quadrinhos crossover de 2013 publicada pela Marvel Comics. Escrita por Jonathan Hickman com artes de uma equipe rotativa de artistas, incluindo Jim Cheung, Jerome Opeña e Dustin Weaver, a série estreou em agosto de 2013 e durou até novembro daquele ano.
O enredo diz respeito a problemas construídos em vários quadrinhos da Marvel como parte da iniciativa Marvel NOW!, principalmente os Vingadores e Novos Vingadores. Esses problemas incluem uma ameaça ao universo por uma antiga raça de alienígenas conhecida como os Construtores. A segunda são as doenças misteriosas que assolam o universo com a Terra no centro. A terceira são as ramificações políticas que esses eventos têm na relação da Terra com o resto da comunidade galáctica.
A história em si envolve Thanos atacando a Terra enquanto os Vingadores estão no espaço unindo o universo contra os Construtores, com os eventos da história da "Era de Ultron", de 2013, agindo como um catalisador para o resto do universo atingir formalmente a Terra. As várias conexões de quadrinhos contam o ataque de Thanos da perspectiva de vários personagens da Marvel.
O resultado do evento leva diretamente ao enredo "Inhumanity", em que a Névoa Terrígena é liberada por toda a Terra, ativando as habilidades latentes dos Inumanos adormecidos. Um novo evento baseado em Infinity, intitulado Infinity Countdown, começou em fevereiro de 2018 como parte da iniciativa Marvel Legacy. Vários elementos de Infinity foram vagamente adaptados para o filme Avengers: Infinity War, de 2018.